# Charaxes jasius
La ninfa del corbezzolo (Charaxes jasius (Linnaeus, 1767)) è un lepidottero appartenente alla famiglia Nymphalidae. È l'unico rappresentante europeo del genere Charaxes, per il resto diffuso soprattutto nella fascia tropicale del Vecchio Mondo.

## Descrizione
La ninfa del corbezzolo è una farfalla di dimensioni medio-grandi, avendo un'apertura alare compresa tra i 70 e gli 80 mm. Vista da sopra la farfalla ha ali bruno scuro con i margini di color arancio. Le ali posteriori portano le due codine alle vene 2 e 4, caratteristica della maggior parte delle specie del genere. La pagina inferiore delle ali è bruno rossiccia con numerose bande più scure contornate di bianco o grigio. La banda marginale arancio è presente anche su questa ed è preceduta da una banda bianca submediana. Vicino alle codine sono presenti alcuni punti azzurri.

Il bruco è verde, cilindrico e presenta due ocelli gialli sul dorso. Il capo porta quattro corni rivolti all'indietro. La pupa è compatta e rimane appesa alla pianta nutrice.

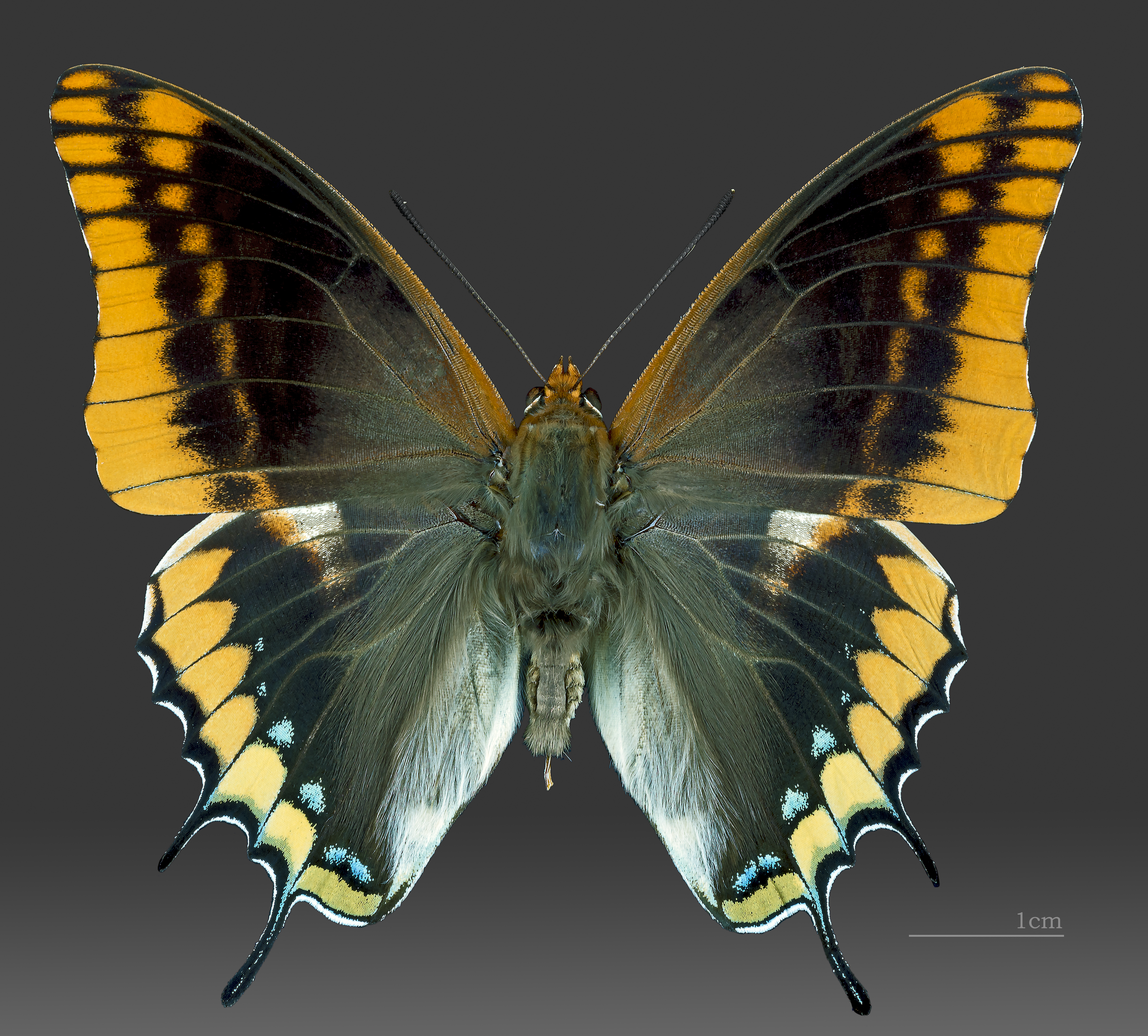
Esemplare maschile montato lato dorsale
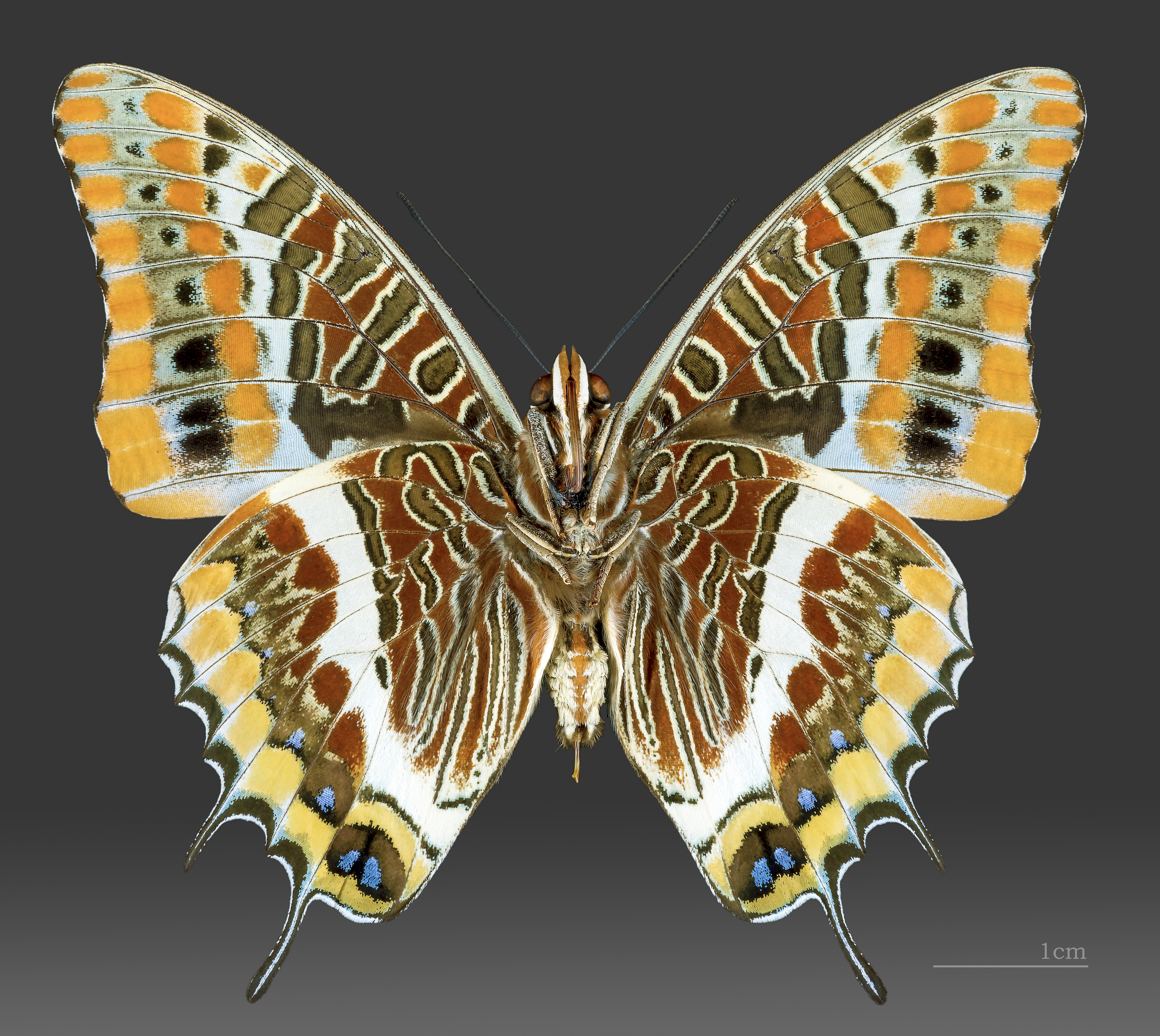
Esemplare maschio montato sul lato ventrale
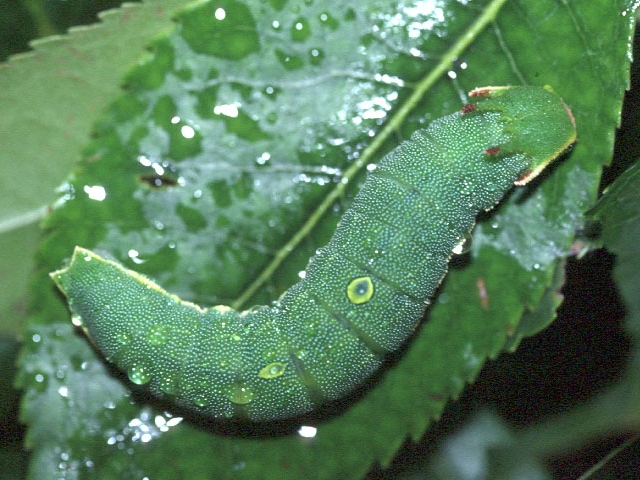
Bruco
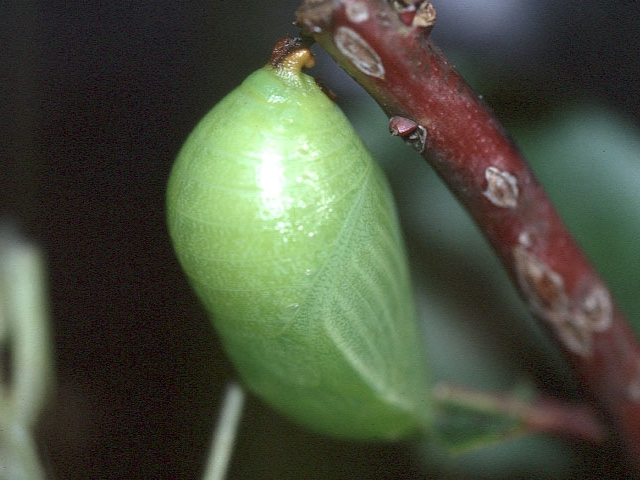
Pupa

## Biologia
È una specie con una territorialità molto spiccata: specialmente nel periodo riproduttivo gli individui di sesso maschile difendono e pattugliano un territorio molto vasto, manifestando una notevole aggressività verso le altre farfalle.

### Alimentazione
In fase larvale si nutre esclusivamente delle foglie della pianta del corbezzolo (Arbutus unedo), da cui il suo nome comune.
L'adulto predilige i frutti maturi, di cui succhia i liquidi zuccherini.

### Riproduzione
Charaxes jasius è una specie bivoltina, che presenta cioè 2 generazioni all'anno: la prima in maggio-giugno e la seconda in agosto-settembre; dopo quest'ultima trascorre l'inverno allo stadio larvale, per sfarfallare la primavera successiva.

La femmina depone le uova attaccandole alla pagina superiore delle foglie del corbezzolo, deponendo non più di un uovo per foglia. Dall'uovo fuoriesce la larva, che si costruisce una specie di "letto" con dei fili sericei, sul quale torna puntualmente dopo essersi cibato delle foglie circostanti. Man mano che va aumentando di dimensioni il bruco va incontro a ripetute mute. In seguito si appende ad un ramoscello incurvandosi ad uncino e si impupa. Dopo un periodo che può variare da due settimane ad un mese, la pupa si apre lasciando fuoriuscire la farfalla.

## Distribuzione e habitat
La specie è diffusa nell'area costiera del bacino del Mediterraneo e nell'Africa subsahariana.

Il suo habitat tipico è la macchia mediterranea, fino a 700-800 metri d'altitudine.